# The Elder Scrolls III: Morrowind
The Elder Scrolls III: Morrowind – komputerowa fabularna gra akcji wyprodukowana przez Bethesda Game Studios, wydana w 2002 przez Bethesda Softworks na komputery osobiste z systemem operacyjnym Microsoft Windows oraz konsolę Xbox. Trzecia – po Arenie (1994) i Daggerfallu (1996) – główna odsłona serii The Elder Scrolls. Podobnie jak w poprzedniczkach, jej akcja osadzona jest na kontynencie Tamriel, tym razem w tytułowej – ojczyźnie Dunmerów (mrocznych elfów). Główny wątek fabularny skupia się na walce postaci gracza, Nerevaryjczyka, z dysponującym boską mocą Dagoth Urem i jego sługami chcącymi przejąć władzę w Morrowindzie.
Gra utrzymana jest w klimacie fantasy, nawiązuje przy tym do europejskiego średniowiecza i kultur Bliskiego Wschodu oraz Azji Wschodniej. Czerpie także inspiracje z Dungeons & Dragons i innych tradycyjnych gier fabularnych oraz stylistyki steampunkowej. Morrowind zaprojektowano jako grę z otwartym światem, w której najważniejsza jest swoboda gracza, dlatego mniejszy nacisk niż w poprzedniczkach położono na główny wątek fabularny. Decyzja ta wywołała konsternację recenzentów, którzy zachwalali jednak rozległy i szczegółowy otwarty świat.
Morrowind spotkał się z powszechnym uznaniem krytyków, zdobywając kilka wyróżnień dla najlepszej gry 2002 roku, oraz okazał się sukcesem komercyjnym, do 2005 na całym świecie rozchodząc się w ponad czterech milionach egzemplarzy. Przez niektórych przedstawicieli prasy branżowej uważany jest za jedną z najlepszych gier wszech czasów. Po premierze ukazały się dwa dodatki – Trójca i Przepowiednia – które w październiku 2003 wraz z pomniejszymi rozszerzeniami wydano w pakiecie zbiorczym. W 2006 ukazała się kontynuacja – The Elder Scrolls IV: Oblivion.

## Fabuła
Akcja gry osadzona jest na wyspie Vvardenfell, stanowiącej część będącej domem Dunmerów (mrocznych elfów) prowincji Morrowind. Wyspą zarządzają trzy wielkie szlacheckie rody – Redoran, Hlaalu i Telvanni. Znaczącą siłą jest także Szósty Ród, sekta mająca siedzibę w Czerwonej Górze – położonym w sercu wyspy wulkanie. Władzę nad Morrowindem sprawuje Trójca, tj. trzy bóstwa – Vivek, Almalexia i Sotha Sil – prowadzące walkę ze swoim dawnym sojusznikiem, półbogiem Dagoth Urem, oraz czczącym go Szóstym Rodem. Dagoth Ur, który przed wiekami zapewnił sobie nieśmiertelność za pomocą artefaktu zwanego Sercem Lorkhana, obecnie szuka sposobu na wypędzenie z Morrowindu okupującego krainę Legionu Cesarskiego. W tym celu manipuluje umysłami niektórych Dunmerów, czyniąc ich swymi agentami, oraz odbudowuje napędzanego Sercem Lorkhana potężnego golema Akulakhana. Niektórzy mieszkańcy wyspy wierzą w przepowiednię o nadejściu Nerevaryjczyka – odrodzonego bohatera Indorila Nerevara, który położy kres zarówno panowaniu Trójcy, jak i Dagoth Ura.
Na Vvardenfell przybywa osoba zwolniona z cesarskiego więzienia, która otrzymuje zadanie spotkania się z Caiusem Cosadesem, członkiem Ostrzy – działającej potajemnie grupy agentów i szpiegów cesarza Uriela Septima VII. Cosades zleca postaci zbadanie tajemniczych zaginięć oraz doniesień o działalności Szóstego Rodu i przepowiedni ludu Popielnych o Nerevaryjczyku. Okazuje się, że za zwolnieniem postaci stał sam cesarz, uważający, że to ona może być Nerevaryjczykiem lub przynajmniej osobą mogącą przekonująco się w niego wcielić. Postać otrzymuje zadanie dokładnego zbadania przepowiedni i spełnienia jej warunków, żeby móc ostatecznie pokonać Dagoth Ura i Szósty Ród.
Od Popielnych postać dowiaduje się, że chcąc dowieść, że jest Nerevaryjczykiem, musi ukończyć siedem prób. Kiedy udaje jej się je wypełnić, zostaje uznana za wcielenie Nerevara – zarówno przez mieszkańców wyspy, jak i Trójcę, która dotychczas zakazywała jego kultu i skazywała na śmierć każdego, kto się za niego podawał. Nerevaryjczyk otrzymuje zaproszenie do pałacu Viveka, który wręcza mu Upiorną Opokę – rękawicę potrzebną by bezpiecznie użyć Czerpaka i Brzytwy, broni pozwalających zniszczyć Serce Lorkhana. Nerevaryjczyk udaje się do Czerwonej Góry, gdzie niszczy Serce i zabija Dagoth Ura, prowadząc do upadku Szóstego Domu. Wskutek jego działań Trójca traci boskie moce, a jej członkowie stają się na powrót śmiertelni.

## Rozgrywka
Morrowind jest fabularną grą akcji. Gracz wciela się w niej w Nerevaryjczyka swobodnie eksplorującego otwarty świat Vvardenfell, na który składają się m.in. dzikie ostępy, podziemia, jaskinie, osady czy fortece. Postać przemierza wyspę głównie pieszo, mogąc korzystać też z zaklęć teleportacyjnych przenoszących ją w określone miejsca, bądź wynająć łazika albo łódź. W przeciwieństwie do wydanych później Skyrimu i Oblivionu, w Morrowindzie nie jest dostępna szybka podróż do odkrytych miejsc.
Na samym początku gracz personalizuje swoją postać, wybierając jej rasę (spośród dziesięciu dostępnych), płeć, klasę, znak zodiaku oraz określając wygląd i imię. Klasę wskazać można poprzez wybór jej z listy, odpowiedź na pytania zadawane przez bohaterów niezależnych albo samodzielnie stworzyć własną. Wybory te wpływają na początkowe umiejętności, współczynniki i zdolności Nerevaryjczyka. Podobnie jak w poprzednich częściach, twórcy odróżnili od siebie współczynniki i umiejętności. Te drugie określają poziom biegłości postaci w używaniu określonego rodzaju broni, zbroi czy magii. Współczynniki, takie jak siła czy wytrzymałość, przekładają się na umiejętności (np. wpływając na siłę obrażeń zadawanych bronią) oraz na aspekty z nimi niepowiązane, np. maksymalny poziom zdrowia postaci czy szansę na wykonanie uniku. Podczas gdy umiejętności rozwijane są bezustannie w miarę ich używania, współczynniki zwiększyć można tylko po awansie postaci na wyższy poziom. Postać rozwija umiejętności, głównie stosując je w praktyce, np. zadając obrażenia konkretnym rodzajem broni, nosząc określony typ pancerza czy rzucając czary z wybranej szkoły magii. Zwiększyć można je także u trenerów oraz po przeczytaniu książki poświęconej danej umiejętności. Podczas gdy praktyka wpływa na powolne rozwinięcie umiejętności do następnego poziomu, trenerzy i książki podnoszą go od razu.
W odróżnieniu od wielu innych gier fabularnych, w Morrowindzie – tak jak w poprzednich odsłonach serii – postać gracza zdobywa doświadczenie ogólne tylko poprzez podnoszenie umiejętności, a nie np. za wykonywanie zadań. Każdorazowo po zwiększeniu poziomu postaci może ona rozwinąć trzy współczynniki. Nerevaryjczyk osiąga większe korzyści, jeżeli rozwija współczynniki powiązane z umiejętnościami, z których korzysta, ponieważ każdy poziom zdobyty w danej umiejętności zwiększa mnożnik, o który powiększany jest współczynnik za nią odpowiedzialny.
Podczas walki bronią białą postać może wyprowadzić trzy rodzaje ataków – podstawowy (uderzenie) oraz bardziej zaawansowane cięcie i pchnięcie, wymagające dodatkowo wciśnięcia klawisza określającego kierunek, z którego postać ma wyprowadzić cios. Możliwe jest także włączenie opcji „zawsze najlepszy atak”, dzięki czemu gracz nie musi koncentrować się na kierunku, z którego ten ma być wyprowadzany, a skoncentrować się na samej walce. To, czy postać trafi przeciwnika, zależne jest od jej poziomu umiejętności oraz obliczeń wykonywanych w tle przez grę. W premierowym wydaniu gry nie znajdowały się informacje odnośnie do poziomu zdrowia przeciwników i siły ataku Nereveryjczyka, co spotkało się z negatywnym odbiorem recenzentów. Wskaźniki dodano w łatce wydanej miesiąc po premierze. Poza walką bronią sieczną postać korzystać może także z łuków, czarów oraz skradania się, jak również wspomagać się wytwarzanymi przez siebie miksturami.
Morrowind, wzorem poprzednich odsłon serii, zaprojektowano jako grę z otwartym światem, w której graczowi oddano pełną swobodę. Postać od samego początku może zwiedzać całą wyspę, kraść czy wykonywać zadania poboczne, bez konieczności skupiania się na wątku fabularnym. Główny projektant Ken Rolston stwierdził, że swoboda gracza jest głównym czynnikiem odróżniającym serię The Elder Scrolls od innych gier tego typu, a główny wątek fabularny jest dodatkiem, pozwalającym lepiej poznać świat, a nie aspektem determinującym rozgrywkę. Większe zanurzenie się w świecie umożliwiać mają także rozległe wątki dodatkowe, związane z różnymi gildiami, organizacjami religijnymi i rodami szlacheckimi, jak również zwykłe zadania poboczne. Część głównego wątku fabularnego wykonać można na kilka sposobów i w dowolnej kolejności.

## Proces produkcji
Wstępne prace nad trzecią odsłoną serii The Elder Scrolls zaczęto już podczas produkcji Daggerfall (1996). Początkowo zakładano, że kontynuacja – zatytułowana wówczas Tribunal – osadzona zostanie na wyspach Summerset i działać będzie na autorskim silniku studia XnGinie, wzbogaconym o obsługę kart graficznych SVGA, który wykorzystano później w pobocznej odsłonie Battlespire. Z czasem wyklarowała się wizja gry osadzonej w prowincji Morrowind, którą gracz mógłby zwiedzić w całości, co „dorównywałoby skalą Daggerfallowi”. Gracz miał mieć możliwość dołączenia do wszystkich pięciu wielkich dunmerskich rodów, a plaga miała być zjawiskiem dynamicznym, stopniowo niszczącym kolejne miasta. Ostatecznie uznano, że skala i skomplikowanie projektu znacząco przekraczają możliwości technologiczne ówczesnych komputerów. Jak wyjaśniał główny projektant Ken Rolston, twórcy stwierdzili, że nie są gotowi na takie wyzwanie i nie chcą się go podejmować ze świadomością, że prawdopodobnie mu nie podołają. Prace nad projektem wstrzymano w 1997, a zamiast Morrowind Bethesda opracowała i wydała poboczne odsłony – Battlespire (1997) i Redguarda (1998).
Po premierze Redguarda, który spotkał się z mniej pozytywnym odbiorem niż główne odsłony serii, będące klasycznymi grami fabularnymi, postanowiono wrócić do projektu Morrowind. W międzyczasie rozwinęła się technologia, co pozwoliło zrealizować ambitne założenia, a dodatkowo na znaczeniu zyskały konkurencyjne firmy. Według reżysera Todda Howarda Morrowind miał być grą, która zrewolucjonizuje rynek, a jednocześnie przywróci Bethesdę na branżowy piedestał. Porzucono autorski XnGine, który zastąpiono licencjonowanym silnikiem NetImmerse, obsługującym Direct3D, transform and lighting, tekstury trzydziestodwubitowe czy animację szkieletów. Microsoft pomagał twórcom w opracowaniu wersji na swoją konsolę, m.in. udzielając porad odnośnie do tego, jak zamaskować lub obejść jej ograniczenia techniczne. Przykładowo, kiedy kończyła się pamięć podręczna, na ekranie pojawiał się długi ekran ładowania, podczas którego program potajemnie resetował urządzenie, żeby zwolnić pamięć.
Skala projektu została znacząco zmniejszona względem początkowych planów – postanowiono skoncentrować się głównie na Dagoth Urze i mniejszym terenie. Kategorycznie odrzucono również możliwość zawarcia w Morrowindzie elementów gry wieloosobowej. Pomimo zmniejszenia skali projekt i tak stanowił dla studia ogromne przedsięwzięcie, a żeby mu sprostać, Bethesda potroiła liczbę pracowników. Rolston stwierdził po latach, że pomimo trzykrotnego zwiększenia liczby pracowników, czterdziestoosobowy zespół odpowiedzialny za Morrowind był niewielki w porównaniu z tym, który pracował nad The Elder Scrolls IV: Oblivion (2006). Pierwszy rok prac poświęcono na opracowanie narzędzia The Elder Scrolls Construction Set (TESCS), umożliwiającego dostosowywania balansu gry i pracę na niewielkich obszarach zamiast na całości. Według Howarda Construction Set powstał w odpowiedzi na zapotrzebowanie na „system operacyjny dla gier fabularnych”, mogący obsługiwać dodatkowe narzędzia i modyfikacje, a nie na potrzeby jednego tytułu. Prace nad wersją pecetową zakończono 23 kwietnia 2002, a nad konsolową 4 czerwca.
Projektując Morrowind, twórcy chcieli odejść od typowego dla gatunku fantasy świata inspirowanego średniowieczną Europą, a zamiast tego sięgnęli po bardziej egzotyczne inspiracje, m.in. kultury afrykańskie (głównie starożytny Egipt), wczesnojapońską czy wczesnobliskowschodnie. Architekturą egipską silnie inspirowana była przede wszystkim architektura rodu Hlaalu w Balmorze. Według Howarda wykorzystanie Morrowindu jako tła było integralną część procesu projektowania stylistyki gry. Przyznał, że chociaż pojawiają się w niej pewne elementy typowe dla fantasy wywodzącego się z kultury europejskiej – przede wszystkim za sprawą rasy Cesarskich, co stanowiło nawiązanie do wcześniejszych odsłon – to osadzenie gry w kulturze Dunmerów dało twórcom możliwość „podjęcia się stworzenia kultur i miejsc, które rzadko widuje się w fantastyce”. Jako znaczące inspiracje wymieniono m.in. Gladiatora Ridleya Scotta, gatunek high fantasy, film Ciemny kryształ oraz utwory o Conanie z Cymerii.
Chociaż znacząco usprawniono oprawę graficzną, obszar gry jest znacznie mniejszy niż w dwóch poprzednich częściach. Podczas gdy w Arenie postać mogła przemierzyć cały generowany proceduralnie kontynent Tamriel, a w Daggerfallu dwie prowincje – Hammerfell i Wysoką Skałę – w części trzeciej graczowi udostępniono „względnie niedużą” wyspę będącą fragmentem prowincji Morrowind. Zmiana ta była świadomą decyzją podjętą przez twórców, którzy chcieli przedstawić bardziej zróżnicowany i szczegółowy świat. Podczas gdy w poprzednich odsłonach podziemia były generowane proceduralnie, w Morrowindzie – wzorem Redguarda – wszystkie lokalizacje zaprojektowano ręcznie, włącznie z umieszczeniem w nich każdego przedmiotu. Recenzenci docenili różnorodność świata przedstawionego, a pomimo tego rozwiązania grę uznano za „gigantyczną”. Żeby uwiarygodnić świat przedstawiony, scenarzyści napisali i umieścili w nim ponad trzysta książek (nie licząc ksiąg zaklęć), które po skompilowaniu liczyły 1241 stron formatu A4, co według wyliczeń czasopisma „PC Gamer” odpowiada objętościowo sześciu standardowej długości powieściom. Wiele z książek to kilkuczęściowe historie, zawierające informacje i wskazówki na temat historii świata gry. Większość z nich wykorzystano później także w Oblivion i The Elder Scrolls V: Skyrim (2011).
Na potrzeby gry udźwiękowiono część dialogów postaci – zdubbingowano kluczowe fragmenty rozmów, podczas gdy tematy dodatkowe przedstawiono w formie tekstowej. Bethesda promowała grę przede wszystkim występem Lyndy Carter, odtwórczyni Wonder Woman w serialu telewizyjnym z lat 70., która użyczyła głosu Nordkom. Część recenzentów chwaliła rozwiązanie polegające na tym, że wszyscy przedstawiciele danej rasy dubbingowani są przez tę samą osobę, podczas gdy innym nie spodobał się rozdźwięk pomiędzy modulowanym głosem i sztucznym akcentem, imitującym obcy dialekt, a nienaganną angielszczyzną, jaką posługują się postacie.

### Ścieżka dźwiękowa
Muzykę do Morrowindu skomponował Jeremy Soule, który zaczął wówczas zdobywać popularność za sprawą ścieżek dźwiękowych do Total Annihilation (1997) czy Icewind Dale (2000). Kompozytor stwierdził, że „epickie rozmiary” serii The Elder Scrolls „szczególnie dobrze współgrają z wielkoorkiestrowym stylem muzyki”, jaką najbardziej lubi pisać. Muzyka Soule’a spotkała się z pewną krytyką – chociaż chwalono jej jakość, to narzekano na sposób, w jaki oddziałuje z grą. Greg Kasavin z GameSpotu stwierdził, że chociaż Morrowind wita gracza „zapadającym w pamięć, poruszającym motywem głównym, w którym dominują wzniosłe skrzypce i dudniące bębny”, to następnie wariacje na temat utworu przewodniego słyszane są w grze co chwilę. Soule przyznał, że był świadomy tego problemu, dlatego postawił na minimalistyczną i stonowaną muzykę, uważając, że bardziej doniosła mogłaby zdenerwować graczy.
Scott B. Morton z Gamasutry także chwalił jakość muzyki, stwierdził jednak, że nie współgra ona z rozgrywką i nie sprawdza się jako nośnik emocji. Ze względu na to, że stanowi ona tylko odtwarzane w kółko tło, zmieniając się wyłącznie podczas starć, zdaniem Mortona nie oddaje ona tego, co dzieje się na ekranie, a przez niewielką liczbę kompozycji staje się powtarzalna. Alexander Brandon, inny redaktor Gamasutry, chwalił ścieżkę dźwiękową za innowacyjną instrumentalizację. Stwierdził, że dzięki połączeniu orkiestry i syntezatorów oraz „podejścia w stylu Boléra” całość sprawia wrażenie „niesamowicie dramatycznej”. Akademia Sztuk i Nauk Interaktywnych nominowała Morrowind do Interactive Achievement Award w kategorii najlepszej ścieżki dźwiękowej do gry komputerowej, którą ostatecznie zdobył Michael Giacchino za Medal of Honor: Frontline.

### Marketing i promocja
W maju 2000 Bethesda poinformowała, że premiera gry na komputery osobiste z Windowsem planowana jest wstępnie na koniec 2001 roku. 5 maja 2001 ogłoszono, że Morrowind trafi także na Xboksa. W ramach kampanii promocyjnej Bethesda nawiązała partnerstwo z Nvidią, publikując zrzuty ekrany pokazujące możliwości techniczne 4. generacji GeForce’a.
Pierwszy zewnętrzny pokaz gry odbył się podczas targów Electronic Entertainment Expo 2001, kiedy to zaprezentowano wersję beta, udostępnioną później do recenzji także „PC Gamerowi”. W okolicach E3 część sklepów poinformowała, że gra trafi do sprzedaży w listopadzie. 10 października redakcja GameSpotu doniosła nieoficjalnie, że premierę przesunięto na marzec 2002. Dwa dni później Bethesda potwierdziła opóźnienie, informując, że gra trafi do sprzedaży wiosną 2002. Chociaż nie sprecyzowano wówczas, co jest powodem opóźnienia, dyrektor ds. marketingu Pete Hines przyznał później, że twórcy potrzebowali więcej czasu na testy i odpowiednie zbalansowanie gry.
Bethesda postanowiła zerwać z branżową tradycją i samodzielnie opublikować oficjalny poradnik do Morrowind, zamiast – co było wówczas zwyczajem – powierzyć go wydawnictwu BradyGames lub Prima Games. Decyzja ta podyktowana była przekonaniem, że twórcy znają i rozumieją swoją grę lepiej niż zewnętrzne wydawnictwo, a dodatkowo powinni otrzymać większe kwoty z tantiem, niż w przypadku zlecenia poradnika komuś innemu. Do stworzenia poradnika zatrudniono zaprzyjaźnionego z Bethesdą Petera Olafsona, będącego zarazem uznanym dziennikarzem branżowym. Prace nad poradnikiem rozpoczęto w styczniu 2002, na cztery miesiące przed premierą. Do 24 września 2003 Morrowind Prophecies Strategy Guide sprzedał się w ponad 200 tys. kopii, a Bethesda otrzymała 70% ze sprzedaży każdego z nich, w odróżnieniu od 25–30%, które otrzymałaby od zewnętrznego wydawnictwa.

## Dystrybucja
Gra w wersji pecetowej trafiła do sprzedaży w Ameryce Północnej 1 maja 2002, a wydanie na Xboksa 6 czerwca tego samego roku. W Europie Morrowind wraz z ośmioma innymi grami Bethesdy, na mocy ogłoszonej w styczniu 2002 umowy, wydał Ubi Soft. W krajach europejskich, w których wydawcą był Ubi Soft, w maju do sprzedaży trafiła wersja komputerowa, z przetłumaczoną instrukcją i pudełkiem, ale nieprzetłumaczoną grą. W sierpniu na rynkach niemieckim i francuskim ukazały się wydania z rodzimym dubbingiem. Thomas Petersen, kierownik ds. marki w Ubi Sofcie, przyznał, że przetłumaczenie gry, w której użyto ponad miliona słów, stanowiło „nie lada wyzwanie”. Wersja na Xboksa trafiła do sprzedaży w Europie w listopadzie. W Polsce prawa do dystrybucji pecetowej wersji gry nabył CD Projekt, który wydał ją 4 grudnia 2002. Była to pierwsza gra z serii przetłumaczona na język polski. Tłumaczenie spotkało się z mieszanym odbiorem – podczas gdy Jacek Piekara na łamach „Clicka!” określił je mianem spóźnionego o siedem miesięcy „zakalca”, zawierającego liczne błędy językowe i rzeczowe, Aleksander Olszewski z „CD-Action” uznał je za „jedno z najlepszych”, jakie do tamtej pory ukazały się na polskim rynku.
2 września 2002 Bethesda zapowiedziała pierwszy dodatek, dostępny tylko na komputerach osobistych – The Elder Scrolls III: Trójca. Prace nad nim zakończono 1 listopada, a do sprzedaży trafił 6 listopada. W Polsce Trójca trafiła do sprzedaży 5 maja 2003, zarówno jako osobne wydawnictwo, jak i w pakiecie z podstawową wersją gry w ramach serii wydawniczej „Złota kolekcja”. Fabuła kontynuuje wątek Trójcy, przenosząc Nerevaryjczyka do Twierdzy Smutku – odgrodzonego murem miasta na kontynencie, do którego postać musi teleportować się z Vvardenfell. Prace nad Trójcą rozpoczęto od razu po Morrowindzie i zakończono w ciągu zaledwie pięciu miesięcy. Twórcy przyznali, że dzięki Construction Set od razu dysponowali wszelkimi niezbędnymi narzędziami, musieli jedynie napisać i dodać zawartość. Jedną z kluczowych zmian względem podstawowej wersji gry była przebudowa dziennika, umożliwiającego sortowanie wpisów według zadań, co spotkało się w większości z pozytywnym odbiorem recenzentów. Sam dodatek także oceniono pozytywnie – średnia jego ocen w agregatorze recenzji Metacritic wynosi 80/100, a w GameRankings 82/100.
Drugi dodatek, The Elder Scrolls III: Przepowiednia, zapowiedziano 14 lutego 2023, jako datę premiery podając maj. Prace nad nim ukończono 23 maja, a do sprzedaży trafił ostatecznie 6 czerwca. W Polsce do sprzedaży trafił 4 września 2003. Przepowiednia jest dodatkiem znacznie większym od Trójcy, zarówno pod względem udostępnionego graczom obszaru, jak i ogólnej zawartości. Akcję osadzono na położonej na północny zachód od Vvardenfell wyspie Solstheim, na potrzeby której stworzono nową roślinność i stworzenia, m.in. rieklingów. W odróżnieniu od Trójcy, rozgrywającej się w zamkniętym mieście, Solstheim ponownie jest otwartym światem. Jedną z głównych atrakcji dodatku są wilkołaki, obecne w Daggerfallu, ale – pomimo intensywnego promowania ich przed premierą – usunięte z ostatecznej wersji Morrowindu, w zamian za co wprowadzono ukrytą funkcję wampiryzmu. Postać gracza może zostać wilkołakiem po zarażeniu się likantropią i niewyleczeniu jej, dzięki czemu co noc – bez względu na fazę księżyca – możliwa jest zamiana w wilkołaka. Przepowiednia także spotkała się z pozytywnym odbiorem, ze średnią ocen 85/10 w Metacritic i 83/100 w GameRankings.
12 maja 2003 zapowiedziano The Elder Scrolls III: Morrowind – Game of the Year Edition, która trafiła do sprzedaży 31 października. Na wydanie składa się podstawowa wersja gry wraz z Trójcą i Przepowiednią, pomniejszymi dodatkami i wszystkimi wydanymi do tego czasu łatkami. Game of the Year Edition trafiło także na Xboksa, umożliwiając grającym na tej platformie zapoznanie się z niedostępnymi na nią wcześniej dodatkami. W wydaniu na konsolę nie poprawiono dziennika ani nie zawarto wszystkich aktualizacji, jakie wprowadzono w wersji komputerowej, co spotkało się z negatywnym odbiorem. Pomimo tego wydanie to zdobyła wysokie oceny: 89/100 w Metacritic i 88/100 w GameRankings. „PC Gamer” wyróżnił je znakiem „PC Gamer poleca”. W Polsce wydanie zbiorcze trafiło do sprzedaży 15 kwietnia 2004 jako The Elder Scrolls III: Morrowind – Edycja kolekcjonerska.

## Odbiór
The Elder Scrolls III: Morrowind spotkało się z bardzo pozytywnym przyjęciem ze strony recenzentów. Średnia ocen w agregatorze recenzji Metacritic wynosi 89/100 w wersji na komputery osobiste i 87/100 na Xboksa. Recenzenci chwalili przede wszystkim wielkość gry, bogatą i szczegółową oprawę wizualną oraz swobodę gracza wpisaną bezpośrednio w rozgrywkę. Wśród wad wymieniano przede wszystkim liczne błędy oraz wysokie wymagania sprzętowe. Redakcja serwisu 1UP stwierdziła po latach, że rozległość Morrowindu prawdopodobnie przyczyniła się do spadku zainteresowania odbiorców komputerowych grami fabularnymi dla pojedynczego gracza, którzy zwrócili się w stronę wieloosobowych gier sieciowych oferujących podobne doświadczenie.
Wielu recenzentów stwierdziło, że nawet pomimo wad, w ogólnym rozrachunku są one mało znaczące w porównaniu z mocnymi stronami gry. Barry Brenesal z IGN-u swoją recenzję podsumował: „Morrowind nie jest idealny, a jego wymagania systemowe są ogromne, ale to, co gra robi dobrze, znacząco przeważa nad niedociągnięciami”. Greg Kasavin z GameSpotu wypowiedział się w podobnym tonie: „Morrowind ma wiele wad, ale w większości na tyle drobnych, że większość graczy przymknie na nie oko. Zamiast tego zauważą, że gra spełnia większość swoich ambitnych założeń. To pięknie wyglądająca, całkowicie otwarta produkcja, w którą można grać niemal tak, jak tylko się chce”.
Świat gry chwalono za rozległość i szczegółowość, na co wpływ miały m.in. zmieniające się w czasie rzeczywistym efekty pogodowe i pora dnia oraz różnorodność fauny i flory. Redakcja Xbox Nation chwaliła grę za „ogromną skalę”, którą uznała za „motor napędowy jej sprzedaży”, krytykując jednak liczne spowolnienia, długie czasy podróży i ładowania oraz problemy, jakie się z tym wiązały. Grę porównano pozytywnie do „wyświechtanego” projektu Daggerfall, od którego udało odejść się Morrowindowi, będącemu produkcją „spektakularną”, „zróżnicowaną” czy „oszałamiającą”. Według Kasavina „samo zwiedzanie wyspy jest prawdopodobnie najlepszą rzeczą w tej grze”. Phillip Scuderi stwierdził, że pamięta Morrowind głównie ze względu na dużą liczbę książek, których jakość i wkomponowanie ich w świat przedstawiony „na trwałe zapisały się w historii gier komputerowych”; z tego względu umieścił też produkcję na drugim miejscu najważniejszych gier w historii, po Planescape: Torment. Także inni dziennikarze zwracali uwagę na mnogość książek; Joseph Witham z portalu RPGamer stwierdził, że wzbogacają one i tak już bogaty świat.
Większość recenzentów chwaliła stosunkowo skomplikowany system wzajemnie powiązanych ze sobą umiejętności. Brenesal uznał, że pomimo nieczytelnego jego opisu, poszczególne klasy postaci są dobrze zbalansowane i dostosowane pod rozmaite style rozgrywki. Kasavin uznał system za przejrzysty i sensowny. Steve Klett z „PC Gamera” wyraził odmienną opinię, twierdząc, że system gry jest niezbalansowany, a gra przedkłada walkę ponad inne możliwości. Kathleen Sanders w recenzji dla „Computer Gaming World” wyraziła przekonanie, że gra stawia nacisk przede wszystkim na walkę bronią jednoręczną i tarczą, co stwarza dużo możliwości do nadużyć. Doceniła jednak różnorodność możliwych kombinacji i system rozwoju postaci oparty na korzystaniu z umiejętności. William Abner z GameSpy wyraził się o systemie bardzo pozytywnie, stwierdzając, że „w porównywaniu z nim nawet gry bazujące na Dungeons & Dragons, jak chociażby Baldur’s Gate, wyglądają śmiesznie”. Z gorszym odbiorem spotkał się system walki. Kasavin uznał go za jeden z najgorszych aspektów gry, a Abner w swojej recenzji większość sekcji o wadach poświęcił właśnie jemu. Walkę uznano za przesadnie uproszczoną, przez co mogącą z czasem może zacząć robić się nudna. Recenzenci stwierdzili także, że wybieranie bardziej skomplikowanych wariantów walki jest bezcelowe w przypadku większości broni, a najlepszym rozwiązaniem jest włączenie opcji „zawsze najlepszy atak”.
Zdaniem Matta Bartona z Gamasutry zmiany wprowadzone względem poprzednich odsłon zbliżają Morrowind do klasycznej stołowej rozgrywki w Dungeons & Dragons, dając graczowi więcej kreatywnej kontroli nad swoją postacią, możliwości odgrywania roli i samodzielnego decydowania, które decyzje są jego zdaniem właściwe. Rolson stwierdził, że celem tytułu, podobnie jak wcześniejszych odsłon serii, jest „stworzenie iluzji, że gra się w tradycyjną grę fabularną, tyle że kartkę i długopis zastępuje komputer”. Duża liczba możliwości rozwiązania i poprowadzenia zadań w połączeniu z brakiem nacisku położonego na główny wątek fabularny sprawiła, że wielu recenzentów uznało go za niesatysfakcjonujący. Rolston w późniejszym czasie stwierdził, że twórcy mogli położyć na niego większy nacisk i nie ograniczać swobody gracza, co udało się osiągnąć w Oblivion, jednak przed premierą części trzeciej nie wiedziano o takim problemie.
Jednym z elementów, który oceniono niemal jednoznacznie negatywnie, był dziennik postaci, aktualizowany automatycznie o kluczowe informacje fabularne i zapisy rozmów z bohaterami niezależnymi. Brenesal i recenzent „GamePro” stwierdzili, że chociaż ogólny interfejs użytkownika jest stosunkowo przejrzysty, to tego samego nie można powiedzieć o dzienniku. Recenzenci stwierdzili, że szybko staje się on „bezładnym bałaganem”, „ciągnącym się na setki stron”, którego nie można posortować w żaden sensowny sposób, pozwalający chociażby szybko znaleźć informacje o danym zadaniu. Sanders nazwała dziennik „chorobliwie pedantyczne pomieszanie z poplątaniem”, uznając go za jedną z dwóch największych wad Morrowindu.
Pomimo tego, że Morrowind był pierwszą dużą grą wyprodukowaną przez Bethesdę na Xboksa, również ta wersja spotkała się z pozytywnym odbiorem. Za jedną z największych jej wad uznano brak możliwości obsługi modyfikacji oraz mniejszą rozdzielczość, chwalono jednak te same aspekty, co w wersji komputerowej – przede wszystkim szczegółowość i otwartą strukturę.

### Sprzedaż
Do końca czerwca 2002 gra sprzedała się na całym świecie w 95 tys. egzemplarzy, a do końca września w 200 tys. Do sierpnia 2005 sprzedano ponad cztery miliony kopii. W Stanach Zjednoczonych do sierpnia 2006 gra w wersji na komputery osobiste znalazła 300 tys. nabywców, zarabiając 11,7 mln USD i będąc 62. najchętniej kupowaną grą pomiędzy styczniem 2000 a sierpniem 2006. Łącznie wszystkie gry z serii w wersjach pecetowych rozeszły się w USA w nakładzie przekraczającym 990 tys. egzemplarzy.
Wersja na Xboksa była najlepiej sprzedającą się na tę konsolę grą fabularną 2002 roku. Pomiędzy majem a październikiem 2003, tj. rok po premierze, utrzymywała się w pierwszej dziesiątce najlepiej sprzedających się gier na tę platformę, co wcześniej udało się osiągnąć tylko Halo: Combat Evolved (2001).

### Nagrody i wyróżnienia
Akademia Sztuk i Nauk Interaktywnych nominowała Morrowind do Interactive Achievement Award w kategorii najlepszej gry fabularnej oraz za najlepszą ścieżkę dźwiękową, w których wygrały ostatecznie Neverwinter Nights i Medal of Honor: Frontline.
Redaktorzy „Computer Games Magazine” uznali Morrowind za trzecią najlepszą grę 2002 roku, w uzasadnieniu stwierdzając: „W odróżnieniu od ambitnych, ale mających liczne wady poprzedników, ta tytaniczna gra fabularna zdaje egzamin”. W plebiscycie amerykańskiej edycji „PC Gamera” Morrowind przegrał z Neverwinter Nights w kategorii „najlepsza gra fabularna roku”. Wygrał w niej w rankingu redaktorów GameSpy, w plebiscycie czytelników przegrywając jednak z Neverwinter Nights. IGN uznał Morrowind za najlepszą grę fabularną roku i najlepszą fabularną grę roku na komputery osobiste (zarówno w głosowaniu redakcji, jak i czytelników), zaś czytelnicy nagrodził go za najlepszy scenariusz. W rankingu GameSpotu za najlepszą grę fabularną na komputery uznano Neverwinter Nights, Morrowind wygrał jednak w kategorii konsolowej; wersja na Xboksa była także nominowana za najlepszą fabułę i najlepszą oprawę artystyczną.
Morrowind został uznany za jedną z najlepszych gier w historii m.in. przez redakcje „Game Informera”, JVC, Polygonu, „USA Today” i „GQ”. Grę wymieniono także w publikacji 1001 Video Games You Must Play Before You Die. Redakcja GameSpy umieściła Morrowind na 21. miejscu listy „25 najbardziej przereklamowanych gier”, jako powód podając „nudę, powtarzalność i miałką rozgrywkę”. IGN sklasyfikował Dagoth Ura na 90. miejscu listy „100 najlepszych złoczyńców wszech czasów”.

## Modyfikacje i twórczość fanowska
Bethesda umożliwiła graczom tworzenie modyfikacji (modów) do gry za pomocą dołączonego do wydania komputerowego The Elder Scrolls Construction Set. Oprogramowanie to, wraz z narzędziami firm trzecich, pozwala na tworzenie i modyfikowanie każdego aspektu gry i rozgrywki. Modyfikacje pozwalają na przechodzenie gry w sposób nieprzewidziany przez twórców, np. zapewniając postaci gracza nieśmiertelność. Wiele z nich niemal całkowicie zmienia grę, wprowadzając nowe mechaniki, stworzenia, zbroje, zadania, postacie, sklepy czy domy dla postaci gracza. Z biegiem lat zaczęto tworzyć także modyfikacje usprawniające grę, w tym wprowadzające lepsze oświetlenie, efekty postprocesowe czy wyższej jakości tekstury, jak również eliminujące błędy, które nie zostały usunięte przez twórców. Bethesda po premierze stworzyła kilka modyfikacji, jak chociażby Siege at Firemoth, które można pobrać za darmo ze strony internetowej gry.
Wśród dużych modyfikacji, których stworzenia podjęła się społeczność graczy, znajduje się m.in. Tamriel Rebuilt, którego celem jest odtworzenie i udostępnienie całej prowincji Morrowind. Podobny tematycznie Project: Tamriel zakłada przeniesienie na silnik Morrowinda prowincji pojawiających się w kontynuacjach – Cyrodiil (Oblivion) i Skyrim. Grupa SureAI opracowała na silniku gry Arktwend, będące produkcją osadzoną w zupełnie innym, autorskim uniwersum.
W 2008 udostępniono OpenMW, opensource’ową wersję silnika gry pozwalającą uruchomić ją bez emulowania na Linuksie, macOS-ie, Windowsie i niektórych urządzeniach z Androidem. Do działania wymaga on oryginalnej kopii Morrowindu, oferując jednak lepszej jakości grafikę poprzez zainstalowane modyfikacje. W ramach fanowskiego „The Elder Scrolls Renewal Project” gracze podjęli próby odtworzenia gry na nowszych wersjach silnika wykorzystywanego przez późniejsze odsłony – Morroblivion (na silniku Oblivion) i Skywind (na silniku Skyrim).